# エクサクタマウントレンズの一覧
エキザクタマウントレンズの一覧（エキザクタマウントレンズのいちらん）は、イハゲーのキネ・エキザクタ（Kine-Exakta ）に始まるエキザクタシリーズ、東京光学（現トプコン）のトプコンRシリーズ、マミヤのプリズマットシリーズが採用したいわゆるエキザクタマウントのレンズの一覧である。

## アンジェニュー
アンジェニューが製造したレンズ。
- タイプR51（Type R51 ）24mmF3.5
- タイプR61（Type R61 ）24mmF3.5
- タイプR11（Type R11 ）28mmF3.5
- タイプR1（Type R1 ）35mmF2.5
- タイプS21（Type S21 ）50mmF1.5
- タイプS1（Type S1 ）50mmF1.8
- タイプP1（Type P1 ）90mmF1.8
- タイプY1（Type Y1 ）90mmF2.5
- タイプY12（Type Y12 ）90mmF2.5
- タイプY2（Type P2 ）135mmF2.5
- タイプY2（Type Y2 ）135mmF3.5
- タイプP21（Type P21 ）180mmF4.5

## アルコ写真工業
アルコ写真工業が製造したレンズ。ブランドは「コリナー」（Colinar ）。
- コリナー85mmF2[1]。
- テレコリナー135mmF3.5（1952年6月発売）[1]。

## アストロ・ベルリン
ブランドは「タッカー」（Tachar ）、「アストラー」（Astrar ）。
- パンタッカー（Pan-Tachar ）75mmF2.3
- カラーアストラー（Color Astrar ）100mmF2
- パンタッカー（Pan-Tachar ）100mmF2.3
- ソフトフォーカス（Soft Focus ）100mmF2.3
- パンタッカー（Pan-Tachar ）125mmF2.3
- パンタッカー（Pan-Tachar ）150mmF1.8
- アストロタッカー（Astro-Tachar ）150mmF1.8
- カラーアストラー（Color Astrar ）150mmF2
- ポートレート（Portrait ）150mmF2.3
- タッカー（Tachar ）200mmF2.3

## キヤノン
キヤノンが製造したレンズ。ブランドは「キヤノン」（Canon ）。
- キヤノン50mmF1.9 - 4群6枚。少数がマミヤプリズマットNPに装着されて市場に出た[2]。エキザクタマウントではあるが、マウントのロックピンが太く他のエキザクタマウントのカメラには使用困難である。
- キヤノン100mmF3.5[3]

## カール・ツァイス
カール・ツァイスが製造したレンズ。
カール・ツァイスのレンズ製品一覧、ビオター、ビオゴン、パンコラー、ゾナー、テッサーも参照のこと。
- フレクトゴン20mmF4
- フレクトゴン25mmF4
- フレクトゴン35mmF2.8
- テッサー40mmF4.5
- パンコラー50mmF2
- テッサー50mmF2.8 - 3群4枚[4]。
- テッサー5cm[5]/50mmF3.5 - 3群4枚[4]。
- ビオター58mmF2[6][7]
- ビオター75mmF1.5
- テッサー80ｍｍF2.8
- ビオメター80mmF2.8
- トリオター8.5cmF4
- トリオター135mmF4
- ゾナー180mmF2.8
- テレテッサー18cmF6.3
- ゾナー300mmF4
- フェルン500mmF8

## コーフィールド
コーフィールドが製造したレンズ。ブランドは「ルマックス」（Lumax ）。
- ルマックス28mmF3.5

## エミール・ブッシュ
エミール・ブッシュが製造したレンズ。
- グラウカー・アナスチグマット（Glaukar-Anastigmat ）80mmF2

## キルフィット
キルフィットが製造したレンズ。ブランドは「キラー」（Kilar ）。

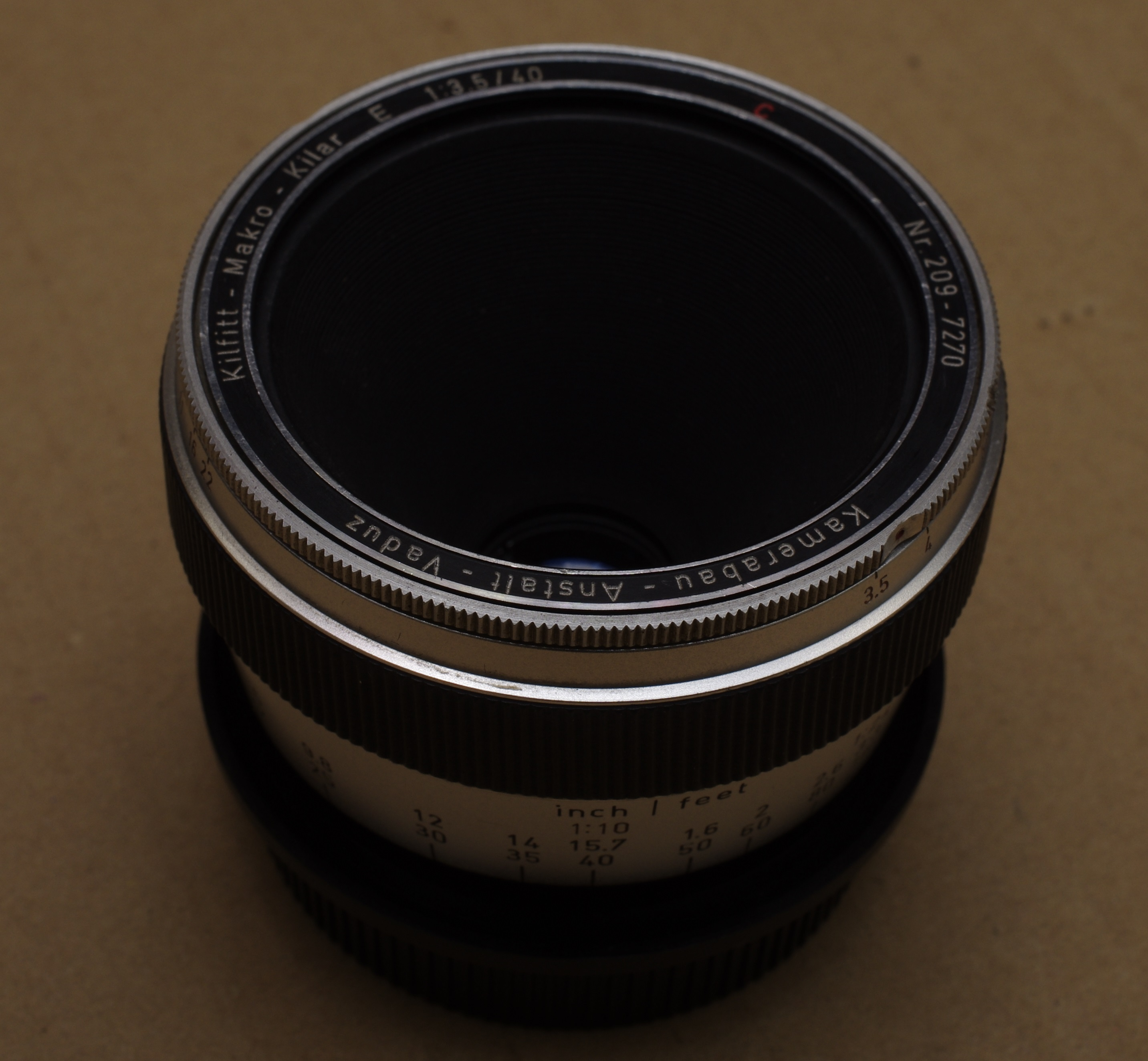
キルフィット　マクロキラーE40mmF3.5

- マクロキラーD40mmF2.8
- マクロキラーE40mmF2.8
- マクロキラーD40mmF3.5
- マクロキラーE40mmF3.5

- キラー90mmF3.5
- キラー135mmF3.8
- キラー150mmF3.5
- テレキラー150mmF3.5
- パンテレキラー300mmF4
- テレキラー300mmF5.6
- フェルンキラー400mmF5.6
- テレキラー400mmF5.6
- フェルンキラー600mmF5.6

## キノプティック
フランスの光学会社キノプティック（Kinoptik ）が製造したレンズ。
- アポクロマート75mmF2
- アポクロマート100mmF2
- アポクロマート150mmF2.5
- アポクロマート210mmF2.5
- アポクロマート300mmF3.5
- アプラナート（Aplanat）500mmF5.6

## 興和
興和が製造したレンズ。ブランドは「プロミナー」（Prominar ）。
- プロミナー200mmF2.8

## オールドデルフト
オールドデルフトが製造したレンズ。ブランドは「ミノール」（Minor ）、「デルファー」（Delfar ）、「デルカ」（Delca ）。
- ミノール40mmF3.5
- デルファー90mmF4.5
- デルファー180mmF4.5
- デルカ500mmF6.3

## オリンパス
オリンパスが製造したレンズ。ブランドは「ズイコー」（Zuiko ）。
- ズイコー40mmF3.5[3]

## ローデンシュトック
ローデンシュトックの製造したレンズ。
- ユリゴン30mmF2.8
- ヘリゴン50mmF1.9
- ロテラー100mmF4
- ロテラー135mmF4
- ロテラー180mmF4.5

## マミヤ
マミヤ光機（後のマミヤ・オーピー）が自社製プリズマットCLP、プリズマットNPなどのために製造したレンズ。ブランドはセコール（Sekor ）。
初期の試作品にはプリセット絞りのレンズが用意された。
- セコール35mmF2.8[8][2]
- セコール48mmF2[2]
- セコール55mmF2[8]
- セコール58mmF1.7[2]
- セコール58mmF1.9[8]
- セコール5.8cmF2[8]
- セコール5.8cmF2.8[8]
- セコール100mmF3.5[2]
- セコール135mmF2.8[8][2]

市販品はレンズのレバーを撮影の都度セットし、シャッターを切ると同時に絞り込まれるタイプとなった。これらのレンズはエキザクタマウントではあるが、マウントのロックピンが太く他のエキザクタマウントのカメラには使用困難である。
- セコール35mmF2.8[2]
- セコール48mmF2[2]
- セコール58mmF1.7 - 4群6枚[2]
- セコール100mmF3.5[2]
- セコール135mmF2.8[2]

## メイヤー
メイヤー（Meyer ）が製造したレンズ。ブランドは「ヘリオプラン」（Helioplan ）、「ドミプラン」（Domiplan ）、「プリモター」（primotar）、「プリモプラン」（Primoplan ）、「トリオプラン」（Trioplan ）、「メゴール」（Megor ）。
- ヘリオプラン40mmF4.5
- ドミプラン50mmF2.8[9]
- トリオプラン50mmF2.8[3]
- プリモプラン58mmF1.9[8]
- プリモター80mmF3.5
- トリオプラン100mmF2.8
- テレメゴール150mmF5.5
- テレメゴール180mmF5.5
- テレメゴール250mmF5.5
- テレメゴール400mmF5.5

## ニコン/日本光学工業
日本光学工業（現ニコン）が製造したレンズ。ブランドは「ニッコール」（Nikkor ）。
- ニッコール13.5cmF3.5[3] - レンズヘッドはニコンS用と共通であり、ヘリコイドから後ろを交換することにより両方に使えた。
- ニッコール13.5cmF4

## 三協光機
三協光機が製造したレンズ。ブランドは「コムラー」（Komura- ）および「コムラノン」（Komuranon ）
- コムラー24mmF2.5
- コムラー24mmF3.5
- コムラノン28mmF2.5
- コムラー28mmF2.8
- オートコムラー28mmF3.5
- コムラー28mmF3.5
- Wコムラー28mmF3.5
- オートコムラー35mmF2.5
- コムラー35mmF2.5
- コムラー35mmF3.5
- コムラー80mmF1.8
- コムラー100mmF2.8
- コムラー105mmF2.8
- コムラー135mmF2.3
- コムラー135mmF2.5
- オートコムラー135mmF2.8
- コムラー135mmF2.8

## シャハト
ドイツ、ウルムのメーカー、シャハト（Schacht ）が製造したレンズ。 ブランドは「トラベゴン」（Travegon ）、「トラベナー」（Travenar ）。
- トラベゴンR35mmF3.5
- トラベナー35mmF3.5
- トラべゴン90ｍｍF2.8

## SOMベルチオ
ベルチオ光学機械社が製造したレンズ。ブランドは「オロール」（Olor ）、「フロール」（Flor ）。
- オロール38mmF5.7
- フロール40mmF3.5
- フロール50mmF2.8
- フロール55mmF1.5
- フロール75mmF2.8
- フロール100mmF3.5

## シュナイダー・クロイツナッハ
シュナイダー・クロイツナッハが製造したレンズ。ブランドは「クルタゴン」（Curtagon ）、「イソゴン」（Jsogon ）、「クセノン」（Xenon ）、「クセナー」（Xenar ）。
- PAクルタゴン35mmF4 - 6群7枚。最大7mmシフト可能。
- イソゴン40mmF4.5
- クセノン50mmF2
- テレクセナー150mmF4.5
- テレクセナー360mmF5.5

## シュタインハイル
ドイツ、ミュンヘンのメーカー、オプティッシュ・ウェルケ・C・A・シュタインハイルが製造したレンズ。ブランドは「キナロン」（Quinaron ）、「クルミゴン」（Culmigon ）、「カッサー」（Cassar ）、「カッサロン」（Cassaron ）、「カッサリット」（Cassarit ）。
- オートキナロン（Auto Quinaron ）35mmF2.8
- マクロキナロン（Makro Quinaron ）35mmF2.8
- キナロン35mmF2.8
- オートクルミゴン（Auto Culmigon ）35mmF3.5
- クルミゴン35mmF4.5
- カッサロン40mmF3.5
- カッサーS50mmF2.8
- マクロカッサリット（Macro-Cassarit ）50mmF3.5

## タムロン
マウント交換可能なアダプトール2システムにエキザクタマウントがあった。

## 東京光学
東京光学（現トプコン）が自社製トプコンRシリーズ用に製造したレンズ。ブランドは「トプコール」（Topcor ）。
Rトプコールはプリセット絞り。
- Rトプコール28mmF2.8
- Rトプコール50mmF2.8
- Rトプコール9cm/90mmF3.5（1957年発売） -　絞りは10枚羽根[3]。
- Rトプコール13.5cm/135mmF2（1957年発売）[3] - アタッチメントはφ77mmねじ込み。現行当時7万円もした高級レンズであった[10] 。
- Rトプコール135mmF3.5（1957年発売）[3]
- Rトプコール200mmF4（1957年発売）[3]
- Rトプコール300mmF2.8（1957年発売） - 4群6枚[3]。最短撮影距離4.5m。フィルターは500mmF5.6と共通の差し込み式。世界初のいわゆる「サンニッパ」。重量3.3kg。
- Rトプコール300mmF5.6（1957年発売） - 4群4枚。最短撮影距離4.5m。アタッチメントはφ62mmねじ込み。

オートトプコールはレバーで絞り開放にすればシャッターに連動して絞り込まれる自動プリセット絞り（半自動絞り）。トプコンRと同時に1957年発売された。
- オートトプコール3.5cm/35mmF2.8[3]
- オートトプコール5.8cm[11]/58mmF1.8[12][3]（1957年発売） - 5群7枚[12]。
- オートトプコール10cm[13]/100mmF2.8[3]

Fオートトプコールはオートトプコールを完全自動絞りにし、ヘリコイドリングをゴム巻きとしたレンズ。ゴム巻きピントリングを装備した最初期のレンズの一つとされる。絞りリングの向きは後年のREオートトプコールと逆であり、トプコンREスーパーでは絞り込み測光となるため、東京光学はトプコンREスーパー発売当初有償で絞りリングの交換を行なった。
- Fオートトプコール3.5cmF2.8
- Fオートトプコール5.8cmF1.8[3]
- Fオートトプコール10cmF2.8
- Fオートトプコール13.5cmF3.5

H-Fオートトプコール。
- H-Fオートトプコール3.5cmF2.8
- H-Fオートトプコール5.8cmF1.8
- H-Fオートトプコール10cmF2.8

REオートトプコールは絞りの連動ピンが追加され、レンズの開放F値設定が不要となった。TTL連動機構等の関係上互換性が薄れてエキザクタマウントとは呼ばずにREマウントと呼ぶようになった。REGNトプコールは装着したフラッシュのガイドナンバーをセットレバーの赤点にセットしておくと撮影距離に連動して自動的に絞りがセットされる。
- REフィッシュアイトプコール7mmF4（試作のみ） - 8群12枚。固定焦点。
- REオートトプコール20mmF4 - 6群8枚。最短撮影距離0.3m。アタッチメントはφ62mmねじ込み、もしくはフードにシリーズ9を使用する。
- REオートトプコール25mmF3.5 - 7群7枚。最短撮影距離0.16m。フィルターはマウント側にバヨネットで、もしくはフードにシリーズ9を使用する。35mmカメラ用の25mmとしては国産初のレトロフォーカスレンズでトプコンREスーパーと同時発売された。
- REオートトプコール28mmF2.8 - 7群7枚。最短撮影距離0.2m。アタッチメントはφ49mmねじ込み。
- REオートトプコール35mmF2.8 - 5群7枚。最短撮影距離0.23m。アタッチメントはφ49mmねじ込み。
- REオートトプコール5.8cm[15]/58mm[11]F1.4 - 5群7枚。最短撮影距離0.45m。アタッチメントはφ62mmねじ込み。
- REオートトプコール5.8cm[14]/58mmF1.8 - 5群6枚。最短撮影距離0.45m。アタッチメントはφ49mmねじ込み。
- REマクロオートトプコール58mmF3.5 - 4群5枚。最短撮影距離0.26m。アタッチメントはφ49mmねじ込み。ヘリコイドで1/2×までのマクロ撮影可能。
- REオートトプコール85mmF1.8- 5群6枚。最短撮影距離0.9m。アタッチメントはφ62mmねじ込み。
- REオートトプコール100mmF2.8 -  - 3群5枚。最短撮影距離1.2m。アタッチメントはφ49mmねじ込み。
- REオートトプコール135mmF3.5 - 3群4枚。最短撮影距離1.5m。アタッチメントはφ49mmねじ込み。
- REオートトプコール200mmF5.6[16] - 4群5枚。最短撮影距離3m。アタッチメントはφ49mmねじ込み。
- REオートトプコール300mmF5.6 - 4群4枚。最短撮影距離4.5m。アタッチメントはφ62mmねじ込み。
- REオートトプコール500mmF5.6 - 5群5枚。最短撮影距離8m。アタッチメントはφ95mmねじ込み。フィルターは300mmF2.8と共通の差し込み式。
- REオートトプコール1000mmF11 - 試作のみ。
- REズームオートトプコール87-205mmF4.7 - 8群13枚。最短撮影距離2.5m。アタッチメントはφ58mmねじ込み。サン光機やペトリカメラの85-210mmF4.8等と同じ光学系だが、製造はそれぞれ異なる。

REGNトプコールMは1973年トプコンスーパーDM発売と同時に発売された。フラッシュのGN値を合わせるだけで被写体の距離に応じた絞り値が設定される。
- REGNトプコールM50mmF1.4 - 5群7枚。最短撮影距離0.4m。アタッチメントはφ62mmねじ込み。マルチコートされている。
- REGNトプコールM50mmF1.8[17] - 5群6枚。最短撮影距離0.4m。アタッチメントはφ62mmねじ込み。

REトプコールNは1977年トプコンRE200発売と同時に発売された。REオートトプコールの新型。
- REトプコールN28mmF2.8 - 6群7枚。最短撮影距離0.3m。アタッチメントはφ52mmねじ込み。
- REトプコールN35mmF2.8 - 5群6枚。最短撮影距離0.3m。アタッチメントはφ52mmねじ込み。
- REトプコールN55mmF1.7 - 4群6枚。最短撮影距離0.6m。アタッチメントはφ62mmねじ込み。
- REトプコールN135mmF2.8
- REトプコールN200mmF3.3
- REズームトプコールN35-100mmF3.5-4.3 - アタッチメントはφ67mmねじ込み。

その他。
- マクロトプコール30mmF3.5- 4群6枚。RMSマウントで、エキザクタマウントへのアダプタが長短二種類付属した。2倍以上の近接撮影用。アタッチメントはφ22.5mmねじ込み。6枚羽根の普通絞り。
- マクロトプコール58mmF3.5 -  - 4群5枚。アタッチメントはφ49mmねじ込み。プリセット絞り。ヘリコイドはなく可変中間リングまたはベローズと組み合わせて使用する。絞り込みは本体と連動しないが、ダブルレリーズを使えば半自動絞り動作となる。
- マクロトプコール135mmF4 -  - 3群3枚。アタッチメントはφ49mmねじ込み。プリセット絞り、絞り込み測光。ヘリコイドはなく可変中間リングまたはベローズと組み合わせて使用する。可変中間リングの繰り出し量は30mmで、無限遠から1/4.5倍までの撮影が可能。
- レフレクタートプコール1000mmF7 - 試作のみ。反射望遠レンズ。